# 子皮 (卫国)
子皮（？—前559年），姬姓，字子皮，卫国公子。
前559年，卫献公怠慢孙文子和宁惠子，又让乐师对孙文子的儿子孙蒯唱《巧言》的最后一章，孙文子准备对卫献公下手。卫献公派子蟜、子伯、子皮和孙文子在丘宫结盟，孙文子把三人全都杀了。